# 懐かしいひと

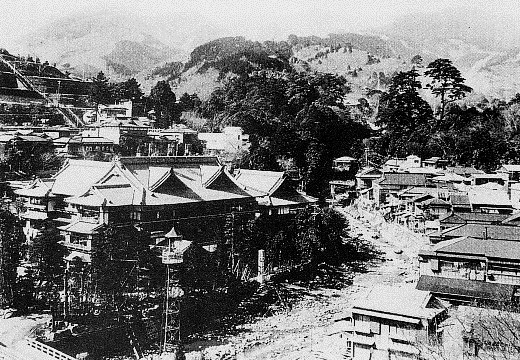
つげが訪問したさらに19年前の湯河原温泉（1937年）。

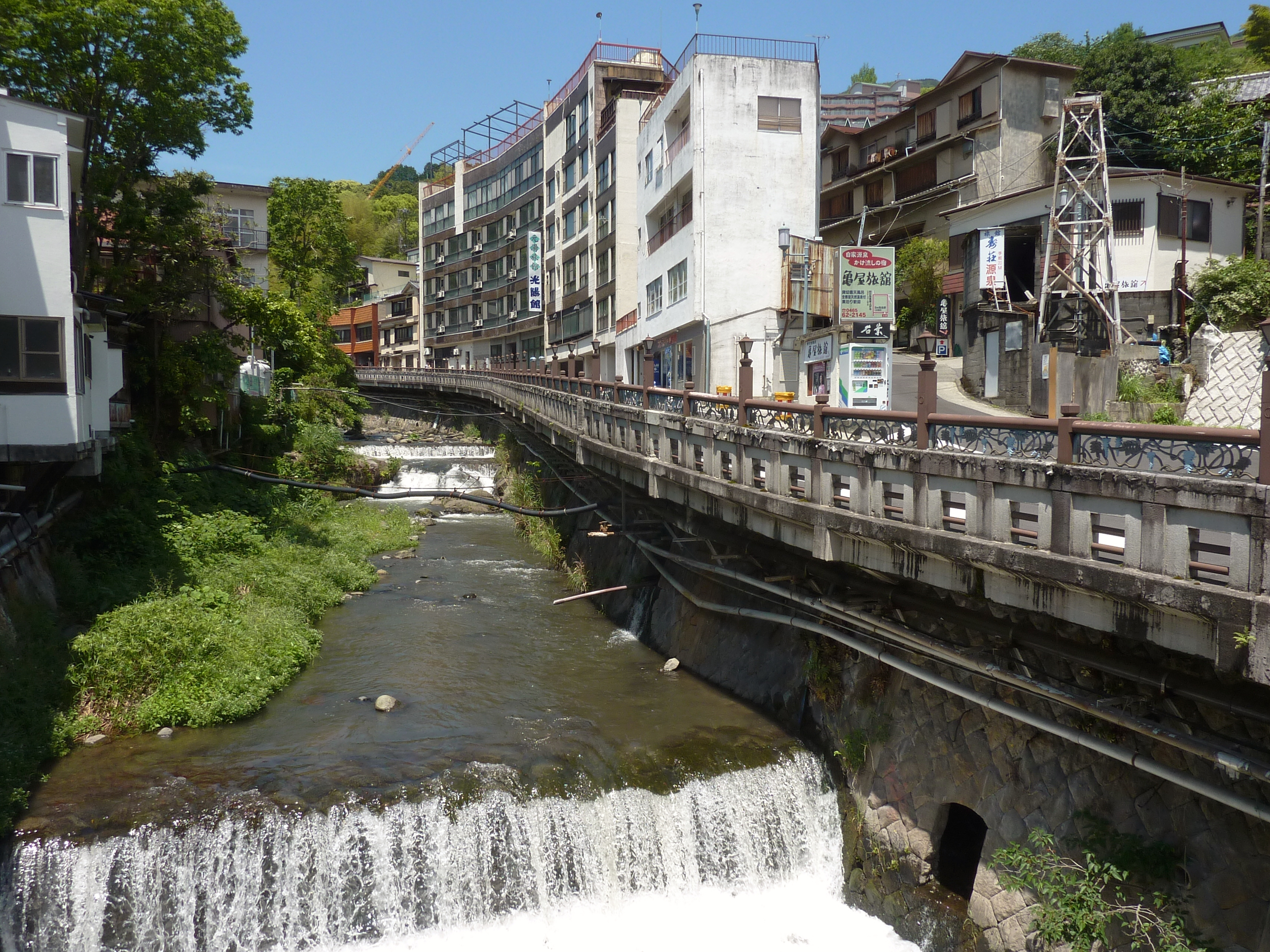
2017年の湯河原温泉。

懐かしいひと（なつかしいひと）は、つげ義春により1973年月刊『終末から2』（筑摩書房）に発表された24頁からなる短編漫画作品。1998年にはテレビ東京制作でテレビドラマ化された。

## 概要
作品は、岡田晟の手伝いをしていたころの1956年、つげが19歳の時に湯河原温泉へ仕事のために岡田と滞在した際に女中と深い関係になり、後に同棲していた女性と実際に同じ旅館に宿泊した話をベースにしている。後の夫人となる藤原マキではなくそれ以前に別の女性と同棲していたころの話がヒントになっている。2度目の来訪の際に女中はまだ働いていたが、実際にはお互いに全く知らん顔であった。作品中では女体がかなりリアルに描かれているが、つげは「ドラマの中で主人公を劣情させる肉体として、また同時に読者への説得としてセクシーを強調した」と回顧している。
岡田とともに宿泊した旅館は、赤いつり橋のある「花乃屋」（現存せず）であった。宿の女中と親しくなったつげは、後年、その前後のことを私小説風に『義男の青春』としてまとめた。その『義男の青春』の後日談となるのが、本作である。但し、本作は『義男の青春』より1年前に手掛けられている。『義男の青春』がほぼ事実であるのに対し、本作はあくまでフィクションである。何年か後に女性同伴で再訪した際に、八重を見かけたらしいが声はかけなかった。現在の湯河原温泉は、当時とは異なり藤木川をはさんで巨大なホテルが建ち並び、当時の面影はない。しかし、横道に入ると一部にいくつかの和風旅館が残り、渡り廊下も残され、本作の面影も残されている。

## あらすじ

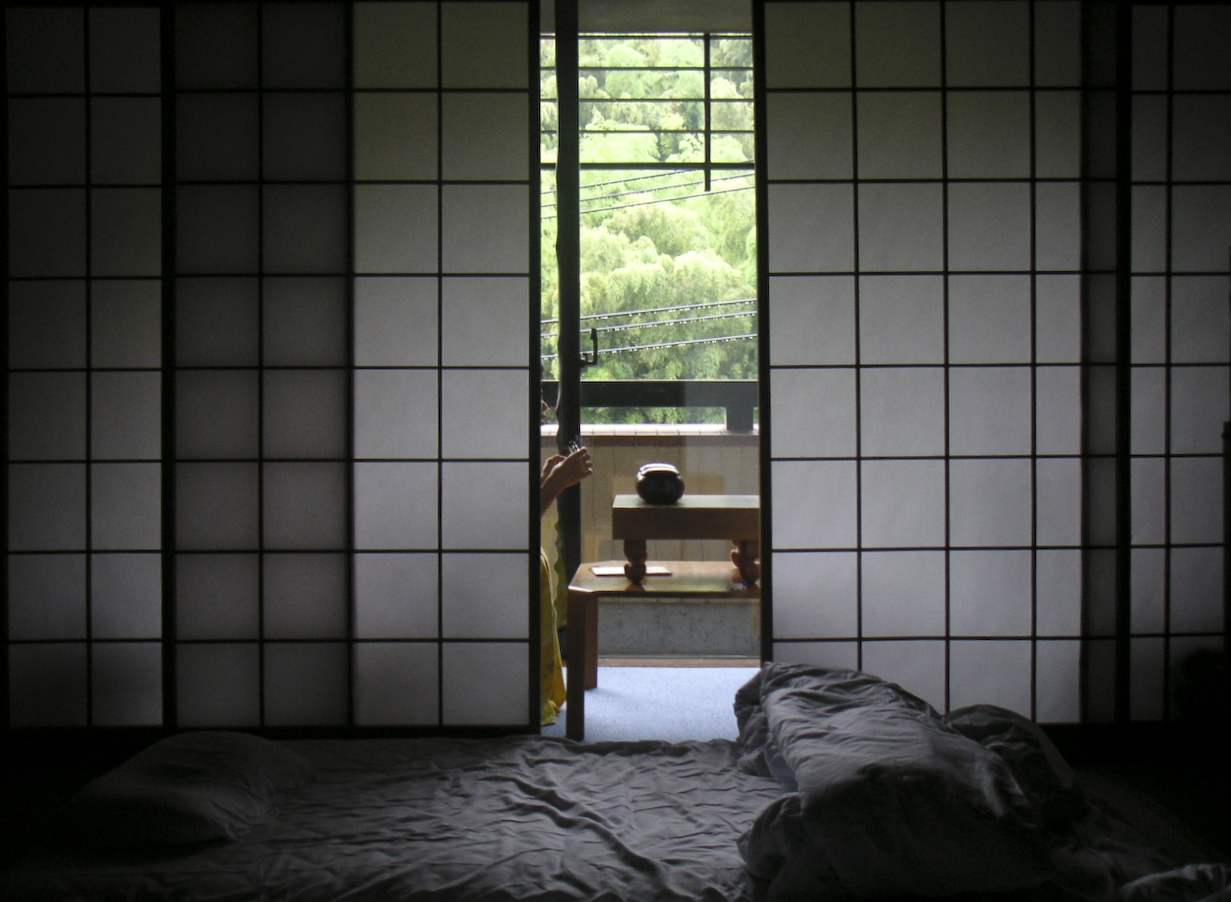
湯河原温泉の客室。

若い漫画家夫婦が取材をかね、湯河原温泉を訪ねる。男はかつて仕事である旅館に滞在した際に、女中の八重と深い関係に陥った。夫婦はその同じ宿に泊まるが、2人で同じ浴室に浸かっているときに豊満な肉体の女が入ってくる。妻は直感的に八重ではないかと疑う。部屋に戻った男は妻に浴室で勃起したことを指摘される。その夜、妻が寝入ったすきに男は八重の部屋を訪ねる。想い出話をするうちに欲情し八重の体を求める。頑なに拒否する八重。男は思わず「八重さんのからだがすごく懐かしくて・・・」と言い訳をする。

## テレビドラマ
つげ義春原作のドラマシリーズ『つげ義春ワールド』（テレビ東京）の1本として製作された。ギャラクシー賞を受賞した「退屈な部屋」の続編であり、俳優の豊川悦司が監督。1998年7月20日放送。なお、原作の八重は、ドラマでは八重子という名前になっている。

### ストーリー
わたしは妻と漫画の取材を兼ねて温泉地に行くことになった。宿は8年前、わたしが女中の八重子と恋仲になった「花屋」だ。だが「花屋」にはまだ、八重子がいた。

### キャスト
- 橋口亮輔[4]
- 鈴木砂羽[4]
- 花山佳子[4]

### スタッフ
- 原作：つげ義春
- 企画：中沢敏明
- プロデューサー：相原英雄、川崎隆、菅原章
- 脚本：佐藤信介
- 撮影：村石直人
- 音楽：遠藤浩二
- 監督：豊川悦司
- 制作：プラネットエンターテイメント
- 製作：丸紅、電通、プラネットエンターテイメント[4]

## 参考サイト
- テッテ的つげ義春映像化年譜